# Iaroslavka, Rujîn
Iaroslavka (în ucraineană Ярославка) este un sat în comuna Krîlivka din raionul Rujîn, regiunea Jîtomîr, Ucraina.

## Demografie
Componența lingvistică a localității Iaroslavka
     Ucraineană (97,4%)
     Rusă (1,49%)
     Alte limbi (0,37%)
Conform recensământului din 2001, majoritatea populației localității Iaroslavka era vorbitoare de ucraineană (97,4%), existând în minoritate și vorbitori de rusă (1,49%).